# سایوری یاماگوچی
سایوری یاماگوچی (ژاپنی: 山口 小百合؛ زادهٔ ۲۵ ژوئیهٔ ۱۹۶۶) بازیکن فوتبال اهل ژاپن و عضو تیم ملی فوتبال زنان ژاپن است که در تاریخ ۶ سپتامبر ۱۹۸۱ میلادی اولین بازی ملی‌اش را انجام داد. او در ۲۹ بازی ملی حضور داشت و آخرین بازی ملی خود را در تاریخ ۶ دسامبر ۱۹۹۳ میلادی انجام داد. سایوری یاماگوچی در بازی‌های ملی‌اش
۱ گل به ثمر رساند.